# Argens-Minervois
Argens-Minervois é uma comuna francesa na região administrativa de Occitânia, no departamento de Aude. Estende-se por uma área de 4,59 km². Em 2010 a comuna tinha 354 habitantes (densidade: 77,1 hab./km²).